# Canavalia rosea

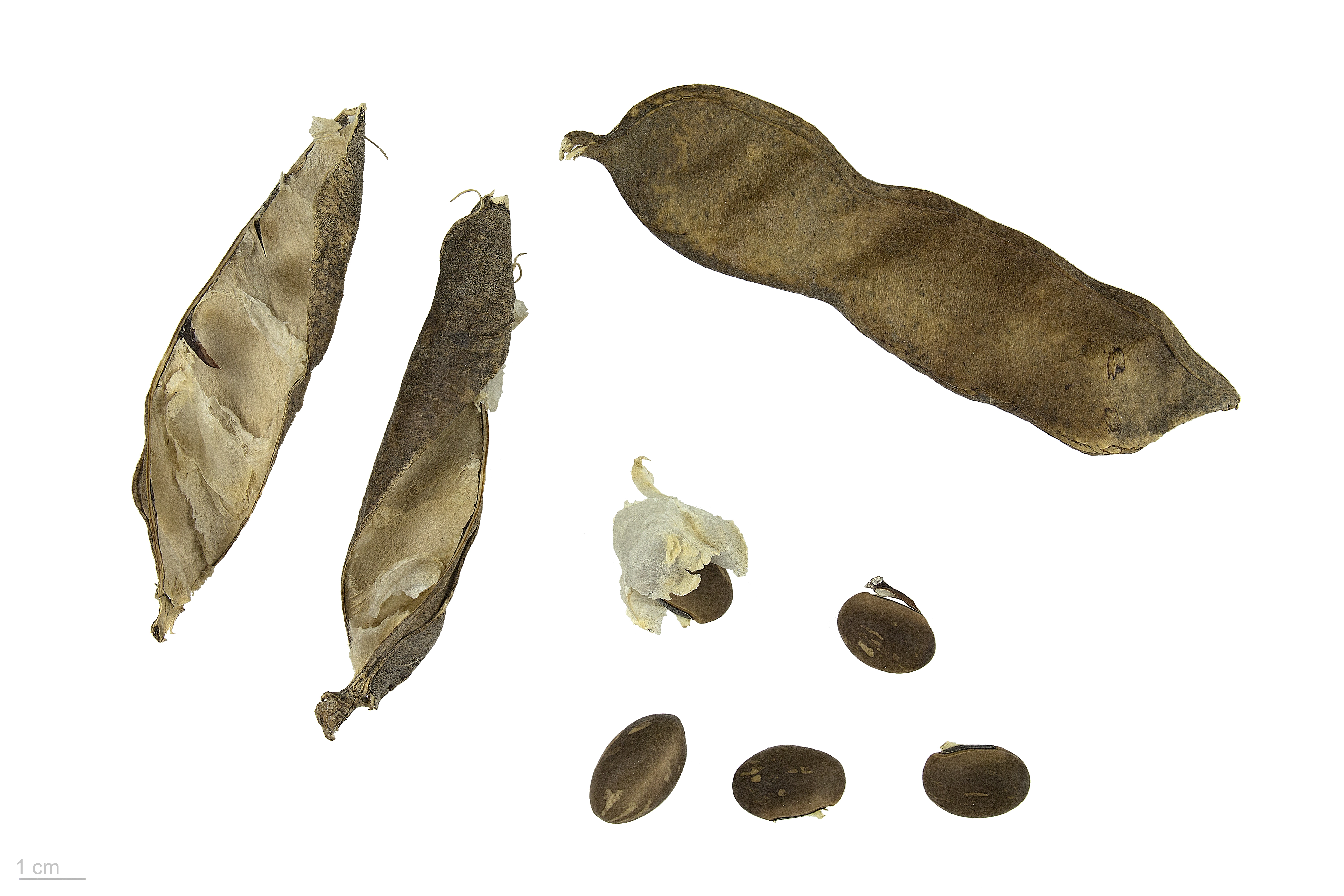
Canavalia rosea

O feijão-da-praia (Canavalia rosea), é uma planta tropical, da família Fabaceae, amplamente cultivada nos países tropicais como cobertura verde. Sua associação, em nódulos radiculares com bactérias fixadoras de nitrogênio é natural, tendo sido demonstrado mesmo que, em certas regiões, a inoculação destas é indiferente.

## Usos
O feijão-da-praia (Canavalia rosea) supostamente quando fumada pode agir como um fraco psicoativo; é utilizado como substituto do tabaco nos rituais tribalisticos que utilizam cannabinoides, opio, entre outras.